# محمود نديم إسماعيل الطبقجلي
محمود نديم إسماعيل (1313ه‍/ 1895م-1374ه‍/ 1955م)، محامٍ عراقي من أهالي ماردين.

## نسبه
يقول محمد سعيد الراوي البغدادي صاحب كتاب تاريخ الاسر العلمية في بغداد عن نسب هذه العائلة مانصه: «وان المعروف  عن هذه العائلة انها في الأصل هي وبيت مصطفى الخليل من أهالي الحديثة وهم من السادة وينتهي نسبهم إلى السيد محمد جد الحديثيين الذي هو ابن السيد أحمد أبو هاشم نجم الدين جد الراويين هكذا كان المعروف عند الأسلاف، والشائع على ألسنة الأخلاف حتى ظهر المرحوم أبو الهدى الصيادي الشهير وأخرج إلى عالم ألوجود مؤلفه ألموسوم (بتاريخ الأبصار) فسجل نسبتهم فيه بما نصه: [نسب هذه العائلة مبتدأً بجده محمد سعيد أفندي (الشهير بالمدرس، والمعروف بالطبقجلي، وله ترجمة في المسك الأذفر ص95، وفي هدية العارفين ج2 ص374)، موصولاً بصاحب الترجمة محمود نديم أفندي فسوف نبتدأ به. ويكون تسلسل نسبه الآتي:
محمود نديم أفندي بن محمد أمين بن محمد نافع بن] محمد سعيد أفندي بن محمد أمين بن محمد صالح بن إسماعيل بن بن خليل بن إسماعيل الحموي بن إبراهيم بن محمد بن علي بن محمد بن عباس بن جمال الدين يوسف بن شمس الدين محمد بن نجم الدين احمد سبط الحضرة الرفاعية».

## سيرته
ولد محمود نديم الطبقجلي في مدينة الموصل سنة 1895م، ثم قدم بغداد، وكان مؤيداً للإئتلافيين، وعندما قتل الصدر الأعظم محمود شوكت باشا في إسطنبول بتاريخ 11 حزيرن 1913م، وعلى أثرها ابرق وزير الداخلية وهو من الاتحاديين أوامر إلقاء القبض ضد الائتلافين في كل ارجاء الدولة وكان منهم (المحامي العربي محمود نديم أفندي الطبقجلي المحرر في جريدة بين النهرين، الذي اعتقل في بلدة العمارة وبحق كامل الطبقجلي صاحب امتياز جريدة بين النهرين المعطلة) وبحق آخرين من الأتلافيين، لمحاكمتهم في إسطنبول امام محمكة عسكرية، ولكن والي بغداد بالوكالة محمد فاضل باشا الداغستاني، ويعتبر نفسه بغدادياً، وعلى هذا قام أهالي بغداد بالتشفع والتماسه بالعفو عنهم، فخاطب الداغستاني إسطنبول وجعل محاكمتهم امام محكمة عسكرية في بغداد باستثاء كامل الطبقجلي فأرسل إلى إسطنبول ليحاكم هناك، اما الباقون فقضوا عدة أيام في التوقيف ثم أطلق سراحه‍م، وكانت هذه نهايه الائتلافيين في بغداد، حيث يذكر سليمان فيضي في مذكراته (في غمرة النضال)فيقول: فتشتت اعضاؤه [يعني: حزب الحرية والائتلاف] ولجأ مؤسسه محمود نديم الطبقجلي إلى البصرة، ملجأ الأحرار آنذاك محتمياً بالسيد طالب النقيب، والنقيب كان قبل ذلك قد راسل محمود نديم الطبقلجي، يدعوه للانضمام إلى (حزب الحر المعتدل)، الذي أسس النقيب وسليمان الفيضي فرعا لهذا الحزب في البصرة وافتتح مقره في 6 آب 1911م. وقد غيرا اسمه إلى (حزب الحرية والأئتلاف) واسس له فرع في بغداد فانضم اليه عدد من العراقيين منهم: محمود نديم، كامل الطبقجلي، إبراهيم صالح شكر، إبراهيم حلمي العمر، وحمدي الباجه جي. درس محمود نديم في دار المعلمين ببغداد سنة 1916م، ثم شغل وظائف متعددة بعد ان خدم في الجيش العثماني بصفة ضابط احتياط، وبتاريخ 1918/2/1م، استجاب لدعوة التوظيف التي أطلقها الاحتلال البريطاني فعين بوظيفة مشاور مالي،، ولكن الكابتن جيمس مان الحاكم السياسي البريطاني لمنطقة الشامية في العراق اورد في مذكراته ان محمود نديم الطبقجلي كان معاون الحاكم السياسي لمنطقة الشامية الغربية ومركزها ابو صخير وتلحق بها المشخاب للفترة من آب 1917 - كانون الثاني 1918.  ثم عين قائم مقام لقضاء مندلي في 19 تشرين الثاني 1920م، واصبح كأول قائم مقام لمندلي بعد تأسيس الدولة العراقية، وفك مندلي عن متصرفية لواء بغداد وربطها بمتصرفية لواء ديالى وذلك عام 1921م. وساهم في تأسيس المدرسة الخزرجية الابتدائية ببغداد بعد تأسيس الحكم الوطني في العراق، واصبح مديراً لها.ثم عمل كاتبا في مجلس النواب العراقي سنة 1924، وله مقالات صحفية في الإصلاح الاجتماعي، له مكتبة خاصة تضم أمهات الكتب أهديت إلى المجمع العلمي العراقي. عين وكيلاً لمتصرف الحلة وكان حينها علي جودت الأيوبي، وعندما نقل الايوبي إلى الحلة عين مكانه الطبقجلي ليصبح متصرفاً للواء الحلة من سنة 1924 حتى 28 تموز 1926م، وكان إبراهيم صالح شكر مديراً لتحريرات لواء الحلة. ان محمود نديم إسماعيل الطبقجلي يعتبر من رواد الحركة الكشفية في العراق خلال عشرينيات القرن العشرين، والمؤسس والمشرف على مجلة الكشاف العراقي التي كانت تهتم بحركة كشافة العراق والعمل على نهضتها، واهتماماتها انحصرت بتعليمات ونشاطات الكشافة في العراق والعالم، حتى توقفت عن الصدور عام 1926م، واصدر في عام 1926م، مجلة المدرسة التي اهتمت بشؤون التلاميذ ومن كلا الجنسين حتى توقفت. وكان قد عين محمود نديم الطبقجلي متصرفاً للواء ديالى، ونقلت صحيفة المدى البغدادية عن كتاب عباس بغدادي (بغداد في العشرينات): انه بعد ان أحيل محمود نديم الطبقجلي متصرف لواء ديالى على التقاعد، أسس مضماراً لسباق الخيل في أراضي حمدي الباجه جي، قرب منطقة بغداد الجديدة.

## عمله الصحافي
- جريدة (بين النهرين)[20] صدر العدد الأول في 6 كانون الأول 1909م، صاحب امتيازها حسقيل مناحيم عاني، ومديرها المسؤول حمدي أفندي[الباجه جي]، ومحرر القسم العربي فيها محمد كامل [الطبقجلي]، وهي عربية تركية اسبوعية تجارية صرفة، استلمها بعد ذلك محمود [نديم] الطبقجلي، حيث حرر القسم التركي،[21] وتعتبر أول جريدة انتصرت للفكرة العربية ونبهت إلى النزعة الطورانية التي بشر بها زعماء الاتحاديين الترك.[22] ويذكر سليمان فيضي في كتابه غمرة النضال مايلي:«وفي 6 كانون الأول سنة 1909صدرت جريدة (بين النهرين) لصاحبها محمود نديم الطبقجلي باللغتين التركية والعربية، وكان يحرر القسم العربي فيها الكاتبان المعروفان كامل الطبقجلي وإبراهيم صالح شكر فانتشرت الجريدة إنتشاراً واسعاً، ودعا صاحبها للفكرة العربية، وأسس فرعاً لحزب الحرية والإئتلاف في بغداد، فثار ثائر الاتحاديين، وصدر الأمر بالقبض عليه، وحكمته المحكمة بالسجن غيابياً، فهرب إلى البصرة، ملجأ الأحرار آنذاك، محتمياً بالسيد طالب النقيب».[23]
- اصدر مجلة (الكشاف العراقي) في 15 حزيران 1924م، نصف شهرية، وكان هو صاحبها والمشرف عليها.
- اصدر مجلة (المدرسة) في 15 آيار 1926م، وهي مجلة شهرية تبحث في العلوم والموضوعات المدرسية للبنين والبنات صدر منها بضعة اعداد وتوقفت.[24]
- مدير تحرير جريدة الزمان (1937-1963م): وهي جريدة يومية سياسية صباحية، تصدر بثماني صفحات، لصاحبها توفيق السمعاني.[25]

## عمله الوظيفي
- عمل في المحاماة
- ضابط احتياط في الجيش العثماني
- قائم مقام قضاء مندلي
- مدير المدرسة الخزرجية الابتدائية
- كاتباً في مجلس النواب العراقي
- متصرف لواء الحلة/وكالة
- متصرف لواء الحلة
- متصرف لواء ديالى[26]
- مفتشاً في وزارة الداخلية[27]

## مؤلفاته
- الألعاب المدرسية (الموصل 1919)
- ترجمته إلى التركية: كتاب علم النبات، تأليف ساطع الحصري (1926)
- الفتاة العراقية تمثيلية (1925)
- قضاء أملاك السعدونيين في لواء المنتفق (بغداد 1956)
- مشروع إصلاح القرى في العراق
- الفهرست العام للقوانين والانظمة والبيانات والتعليمات لسنة 1917-1955، ط1، (1955)
- الفهرست العام للقوانين والانظمة والبيانات والتعليمات لسنة 1917-1961، ط2، (1961)
- الفهرست العام للقوانين والانظمة والبيانات والتعليمات لسنة 1917-1968، ط3، (1968)[2][28]

## وفاته
توفي محمود نديم إسماعيل الطبقجلي في حدود سنة 1955م.